# Українська бібліотечна асоціація
Украї́нська бібліоте́чна асоціа́ція (УБА) — незалежна всеукраїнська громадська організація з індивідуальним і колективним членством, яка об'єднує на добровільних засадах осіб, професійно пов'язаних з бібліотечною справою, бібліографічною та інформаційною діяльністю, та тих, хто зацікавлений у їхньому розвитку. Установча конференція Української бібліотечної асоціації відбулася 1 лютого 1995 року[джерело?].

## Місія та мета УБА
Асоціація сприяє реалізації прав громадян на вільний доступ до інформації, захищає інтелектуальну свободу, підвищує обізнаність громадян з цих питань. УБА працює задля укріплення і розвитку бібліотечної професії та бібліотечно-інформаційної освіти.
Головною місією УБА є всебічне сприяння розвитку бібліотечної справи і забезпеченню реалізації права користувачів бібліотечних послуг на якісне і своєчасне бібліотечне та інформаційно-бібліографічне обслуговування, а також захист соціальних та інших спільних інтересів членів УБА.
Метою Асоціації є активний вплив на бібліотечну та інформаційну політику в Україні, консолідація бібліотек, укріплення і розвиток бібліотечної професії та бібліотечно-інформаційної освіти, підтримка та ініціювання проєктів, спрямованих на інформатизацію бібліотек, а також на збереження традиційної книжкової культури і підтримку читання.

## Досягнення УБА
За період з 1995 року[на коли?] УБА організувала сотні конференцій, семінарів і тренінгів, опубліковано понад 20 науково-практичних видань, які допомагають бібліотекарям досягати високого рівня якості бібліотечного й інформаційного обслуговування[джерело?]. У 2000 році УБА разом з Національною академією керівних кадрів культури і мистецтв заснувала Центр безперервної інформаційно-бібліотечної освіти, навчання в якому пройшли тисячі бібліотекарів[джерело?].
УБА тісно співробітничає з державними установами, громадськими організаціями, рухами, фондами та окремими громадянами, зацікавленими в розвитку бібліотечної справи. Вона виступала партнером у реалізації проєктів багатьох національних та зарубіжних організацій, зокрема Фонду «Відродження» (Київ), Інституту відкритого суспільства (Будапешт), Британської Ради (Київ), Гете-Інституту (Київ), Німецького бібліотечного інституту (Берлін), Посольства США в Україні, Ради міжнародних наукових досліджень та обмінів (IREX). Асоціація має досвід співробітництва з Європейською Комісією за програмою «Технології інформаційного суспільства» щодо реалізації проєктів PULMAN («Публічні бібліотеки активізують використання сучасних мереж») та CALIMERA («Використання в культурі: місцеві заклади як посередники в організації доступу до електронних ресурсів»).
Важливим результатом діяльності УБА стало сприяння відкриттю протягом 2001—2010 рр. 141-го Інтернет-центру в публічних бібліотеках України за програмою та коштом Посольства США в Україні[джерело?]. Кожен центр пропонує читачам принаймні п'ять робочих станцій з доступом до Інтернету, а також навчає користування комп'ютерною технікою і пошуку інформації в Інтернеті. Бібліотеки надають ці послуги в тому числі й користувачам з обмеженими фізичними можливостями. У 2006 р. за сприяння УБА та фінансової підтримки Посольства США було відкрито три Інтернет-центри для людей з обмеженим зором у Центральній спеціалізованій бібліотеці для сліпих у Києві, у Рівненській та Херсонській обласних бібліотеках[джерело?].

## Перспективи
Нині[коли?] УБА представляє більше ніж 50 тис. бібліотечних працівників з усієї країни, понад 40 тис. бібліотек[джерело?]. Члени УБА працюють у публічних, вишівських, шкільних та спеціальних бібліотеках.
УБА, як національна бібліотечна асоціація є членом Міжнародної федерації бібліотечних асоціацій та установ (ІФЛА) і представлена у трьох секціях — національних бібліотечних асоціацій, публічних бібліотек та університетських бібліотек.
У 2010 році Українська бібліотечна асоціація здобула грант ІФЛА на участь у програмі «Розбудова потужних бібліотечних асоціацій», що реалізується за підтримки Фонду Білла та Мелінди Гейтс.
Українська бібліотечна асоціація виступала партнером у реалізації одного з найбільш масштабних міжнародних бібліотечних проєктів в Україні — програми «Бібліоміст», що адмініструвалася IREX і була частиною ініціативи «Глобальні бібліотеки» за фінансування Фундації Білла та Мелінди Гейтс та підтримки USAID. Метою програми «Бібліоміст» була підтримка сучасної мережі публічних бібліотек в Україні шляхом створення системи публічного доступу до Інтернету більш ніж у 1500 бібліотеках країни. 
Також УБА за організаційної та фінансової підтримки Програми сприяння Парламенту ІІ реалізує проєкт «Інформація органів влади для громадян у бібліотеці: пошук, доступ, консультування», в межах якого відбуваються регіональні тренінги для працівників книгозбірень з метою надання практичних порад у створенні Мережі пунктів доступу громадян до офіційної інформації на базі бібліотек різних видів і різних форм власності[джерело?]. В них кожний користувач має змогу ознайомитися зі змістом потрібного закону чи постанови, одержати інформацію щодо державних установ, політичних партій, громадських організацій, вирішувати життєво необхідні питання безпосередньо в бібліотеці. Внаслідок реалізації проєкту Пункти доступу громадян до офіційної інформації станом на 26 жовтня 2012 р. працюють у 709 бібліотеках України.
З липня 2011 р. Українська бібліотечна асоціація підтримує Проєкт «Історична спадщина України — світовий доступ в електронному форматі», що реалізується спільними зусиллями колективних членів УБА — НІБ України та компанії «Електронні архіви України» за підтримки Міністерства культури України та Молодіжної громадської організації «Асоціація молодих науковців „Інтелектуальне лідерство“»[джерело?].